# Vernier (Svájc)
Vernier település Svájcban, Genf kantonban. Lakosainak száma 34 774 fő (2018. december 31.). Ezzel a népességgel a kanton második legnagyobb települése. Vernier Bernex, Genf és Meyrin településekkel határos.

## Történelem
Vernier 1815-ig Franciaországhoz tartozott. Az 1815-ös Párizsi béke alapján Svájchoz került.

## Népesség
A település népességének változása:
| Lakosok száma | 33 744 | 35 132 | 34 774 |
|               | 2012   | 2017   | 2018   |

## Testvérvárosok
Vernier testvérvárosa:
- Erdőszáda, Románia